# Karbonát- és rokon ásványok

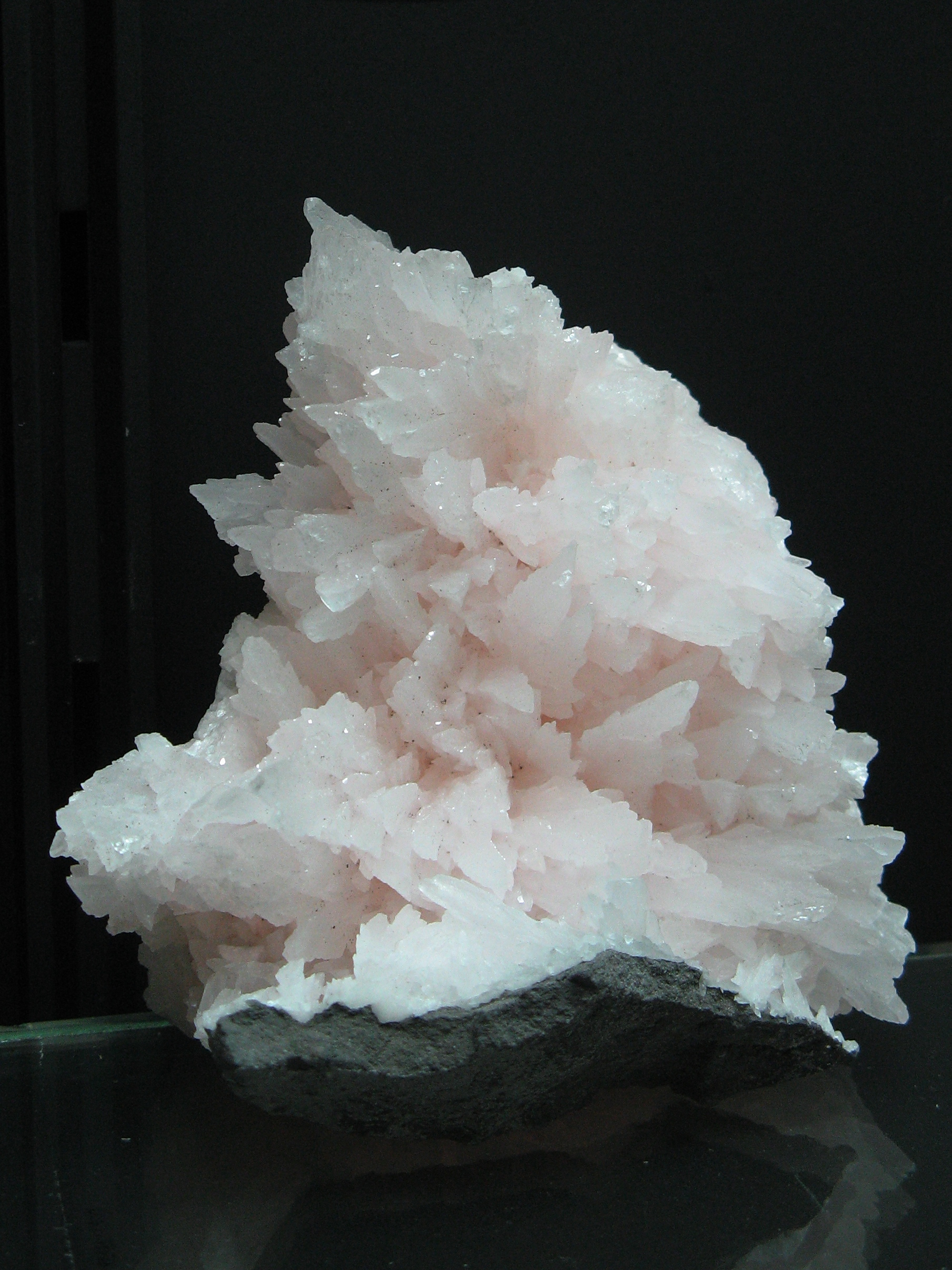
Kalcit

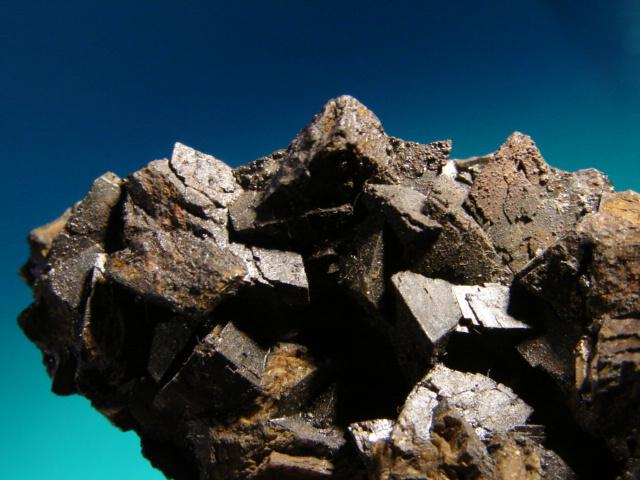
Sziderit

A karbonát- és rokon ásványok képezik az ásványrendszertani osztályozás egy ásványosztályát, amelybe a karbonát és nitrát anion alapú ásványok tartoznak. Egyes osztályozások ide sorolják a borátokat is, azonban ezeket a legelterjedtebb rendszerezés, a Nickel–Strunz-ásványrendszertan legújabb változata önálló ásványosztályba sorolja.

## Előfordulásuk
A karbonátok a természetben igen elterjedtek. A CO2−3-ion főleg két vegyértékű kationokkal (Ca, Mg, Fe, Mn, Zn, Ba, Sr, Pb) vegyül, a 3 vegyértékű fémek karbonátjai ritkábbak. A legismertebb karbonátásvány a kalcit (CaCO3), mely a tengerek fenekén rakódik le vastag rétegben. Az így létrejövő üledékes kőzet a mészkő, amely nagy nyomás hatására márvánnyá alakul. A kalcium-karbonátban a kalcium melegvizes oldatok hatására más fémionokra ( Mg, Fe, Mn… ) cserélődhet, dolomitot (CaMg(CO3)2), szideritet (FeCO3), rodokrozitot (MnCO3) képezve. A borátok és nitrátok jóval csekélyebb mennyiségben vannak jelen a természetben.

## Jellemzőik
A karbonátok esetében a CO2−3-ion főleg közepes vagy nagy rádiuszú, kétértékű kationokkal kapcsolódik. Ezek a Ca, Mg, Fe, Zn, Mn, Ba, Sr, Pb. A kisebb méretű, három vegyértékű fémek ritkábbak és rendszerint egyéb fémekkel együtt épülnek be víztartalmú vegyületekbe. A négy- és ötvegyértékű fémeknek nincsenek karbonátjai. A vízmentes karbonátok keménysége 3 és 5 között van. Vízben csak egyes kis vagy nagy kationú, főleg OH-t tartalmazó, valamint víztartalmú karbonátok oldódnak. Minthogy átmeneti jellegű kationok is részt vehetnek a rácsfelépítésben, egyes karbonátok színesek, a többiek színtelenek, esetleg allokromásak.
A nitrátok közül a legfontosabbak a Na és K vegyületei. Vízben könnyen oldódnak, kis keménységűek, a legerősebben ionos, azaz sótermészetű vegyületek. Különösen sivatagi vidékeken gyakori bepárlási képződmények, evaporitok formájában.
A borátok sajátos kristálykémiai csoportot alkotnak. Rendszerezésükkor figyelembe kell venni a bór koordinációs sajátságait, a komplexgyök-képzés variációit, s e szerkezetekben az esetleges OH- és H2O-tartalom helyét, ill. helyezkedését is. A bór az oxigénnel egyrészt – a rezonanciakötésű CO, és NO, mintájára – BO3-csoportot alkot, másrészt az SiO4 és GeO4-hez hasonlóan tetraéderes [BO4]-komplexet tart össze. Három vegyértékű fémek (Al) borátjai állékonyak, keménységük nagy (5-6).
Vízben csak egyes (OH)-tartalmú ásványok oldódnak. A nitrátok vízben könnyen oldódnak, kis keménységűek, erősen sótermészetűek. A borátok állékonyabbak, csak az (OH)-tartalmú vegyületek oldódnak vízben.

## Rendszerezésük

### A Dana-féle rendszer
A hagyományos Dana-féle rendszerezéstől eltérően az új rendszer 16 osztályra bontja a karbonátok, nitrátok és borátok ásványosztályát. Ebből hat osztály karbonátos, három osztály nitrátos, három osztály jodátos, négy osztály pedig borátos vegyületeket tartalmaz:
| - V - 13 Karbonátok - 13.0 Osztályozatlan karbonátok - 13.0.0.0 Aldzhanit CaMgB2O4Cl·7(H2O) - 13.0.0.0 Balavinskit Sr2B6O11·4(H2O) - 13.1 Változó összetételu" savas karbonátok - 13.1.1.1 Nahcolit NaHCO3 - 13.1.2.1 Kalicinit KHCO3 - 13.1.3.1 Teschemacherit (NH4)HCO3 - 13.1.4.1 Trona Na3(CO3)(HCO3)·2(H2O) - 13.1.5.1 Nesquehonit Mg(HCO3)(OH)·2(H2O) - 13.1.6.1 Wegscheiderit Na5(CO3)(HCO3)3 - 13.1.7.1 Sergeevit Ca2Mg11(CO3)9(HCO3)4(OH)4·6(H2O) - 13.1.8.1 Barentsit Na7AlH2(CO3)4F4 - 13.1.9.1 Thomasclarkit-(Y) (Na,Ce)(Y,REE)(HCO3)(OH)3·4(H2O) - V - 14 Vízmentes karbonátok - 14.1 A+CO3 felépítésű vízmentes karbonátok - 14.1.1 Kalcitcsoport - 14.1.1.1 Kalcit CaCO3 - 14.1.1.2 Magnezit MgCO3 - 14.1.1.3 Sziderit FeCO3 - 14.1.1.4 Rodokrozit MnCO3 - 14.1.1.5 Sphaerocobaltit CoCO3 - 14.1.1.6 Smithsonit ZnCO3 - 14.1.1.7 Otavit CdCO3 - 14.1.1.8 Gaspeit (Ni,Mg,Fe)CO3 - 14.1.2.1 Vaterit CaCO3 - 14.1.2.2 Gregoryit (Na2,K2,Ca)CO3 - 14.1.3 Aragonitcsoport - 14.1.3.1 Aragonit CaCO3 - 14.1.3.2 Witherit BaCO3 - 14.1.3.3 Stroncianit SrCO3 - 14.1.3.4 Cerussit PbCO3 - 14.1.4.1 Rutherfordin UO2(CO3) - 14.1.5.1 Widenmannit Pb2(UO2)(CO3)3 - 14.1.6.1 Nátrit Na2CO3 - 14.1.6.2 Zabuyelit Li2CO3 - 14.1.7.1 Cejkait Na4(UO2)(CO3)3 - 14.2 A+B++(CO3)2 felépítésű vízmentes karbonátok - 14.2.1 Dolomitcsoport - 14.2.1.1 Dolomit CaMg(CO3)2 - 14.2.1.2 Ankerit Ca(Fe,Mg,Mn)(CO3)2 - 14.2.1.3 Kutnohorit Ca(Mn,Mg,Fe)(CO3)2 - 14.2.1.4 Minrecordit CaZn(CO3)2 - 14.2.2.1 Norsethit BaMg(CO3)2 - 14.2.2.2 Paralstonit BaCa(CO3)2 - 14.2.2.3 Olekminskit Sr(Sr,Ca,Ba)(CO3)2 - 14.2.3.1 Benstonit (Ba,Sr)6(Ca,Mn)6Mg(CO3)13 - 14.2.4.1 Ewaldit (Ba,Sr)(Ca,Na,Y,Ce)(CO3)2 - 14.2.5.1 Alstonit BaCa(CO3)2 - 14.2.6.1 Baritokalcit BaCa(CO3)2 - 14.3 A+2B++(CO3)2 - 14.3.1.1 Butschliit K2Ca(CO3)2 - 14.3.2.1 Eitelit Na2Mg(CO3)2 - 14.3.3.1 Fairchildit K2Ca(CO3)2 - 14.3.3.2 Zemkorit (Na,K)2Ca(CO3)2 - 14.3.4.1 Nyerereit Na2Ca(CO3)2 - 14.3.5.1 Natrofairchildit Na2Ca(CO3)2 - 14.3.6.1 Juangodoyit Na2Cu(CO3)2 - A+2B++2(CO3)4 - 14.4.1.1 Shortit Na2Ca2(CO3)3 - 14.4.2.1 Sahamalit-(Ce) (Mg,Fe)Ce2(CO3)4 - 14.4.3.1 Huntit CaMg3(CO3)4 - 14.4.4 Burbankitcsoport (hexagonális) - 14.4.4.1 Burbankit (Na,Ca)3(Sr,Ba,Ce)3(CO3)5 - 14.4.4.2 Khanneshit (NaCa)3(Ba,Sr,Ce,Ca)3(CO3)5 - 14.4.4.3 Kalcioburbankit Na3(Ca,REE,Sr)3(CO3)5 - 14.4.5 Burbankitcsoport (monoklin) - 14.4.5.1 Remondit-(Ce) Na3(Ce,La,Ca,Na,Sr)3(CO3)5 - 14.4.5.2 Petersenit-(Ce) (Na,Ca)4(Ce,La,Nd)2(CO3)5 - 14.4.5.3 Remondit-(La) Na3(La,Ce,Ca)3(CO3)5 - 14.4.6.1 Carbocernait (Ca,Na)(Sr,Ce,Ba)(CO3)2 - V - 15 Víztartalmú karbonátok - 15.1 A+(XO3)·x(H2O) víztartalmú karbonátok - 15.1.1.1 Thermonátrit Na2CO3·(H2O) - 15.1.2.1 Nátron Na2CO3·10(H2O) - 15.1.3.1 Monohidrokalcit CaCO3·(H2O) - 15.1.4.1 Ikait CaCO3·6(H2O) - 15.1.5.1 Barringtonit MgCO3·2(H2O) - 15.1.6.1 Lansfordit MgCO3·5(H2O) - 15.1.7.1 Hellyerit NiCO3·6(H2O) - 15.1.8.1 Joliotit (UO2)(CO3)·n(H2O), (n=2?) - 15.1.8.2 Blatonit UO2CO3·(H2O) - 15.1.8.3 Oswaldpeetersit (UO2)2CO3(OH)2·4(H2O) - 15.2 A+mB++n(XO3)p·x(H2O), (m+n):p>1:1) víztartalmú karbonátok - 15.2.1.1 Pirssonit Na2Ca(CO3)2·2(H2O) - 15.2.2.1 Gaylussit Na2Ca(CO3)2·5(H2O) - 15.2.3.1 Kalkonátronit Na2Cu(CO3)2·3(H2O) - 15.2.4.1 Baylissit K2Mg(CO3)2·4(H2O) - 15.2.5.1 Andersonit Na2Ca(UO2)(CO3)3·6(H2O) - 15.2.6.1 Grimselit K3Na(UO2)(CO3)3·(H2O) *15.3 A+mB++n(XO3)p·x(H2O), (m+n):p = 1:1 víztartalmú karbonátok U, Th, Zr, Y tartalommal - 15.3.1.1 Zellerit Ca(UO2)(CO3)2·5(H2O) - 15.3.1.2 Metazellerit Ca(UO2)(CO3)2·3(H2O) - 15.3.2.1 Liebigit Ca2(UO2)(CO3)3·11(H2O) - 15.3.3.1 Bayleyit Mg2(UO2)(CO3)3·18(H2O) - 15.3.3.2 Swartzit CaMg(UO2)(CO3)3·12(H2O) - 15.3.4.1 Donnayit-(Y) Sr3NaCaY(CO3)6·3(H2O) - 15.3.4.2 Mckelveyit-(Y) Ba3Na(Ca,U)Y(CO3)6·3(H2O) - 15.3.4.3 Mckelveyit-(Nd) (Ba,Sr)(Ca,Na,Nd,REE)(CO3)2·3-10(H2O) - 15.3.4.4 Weloganit Sr3Na2Zr(CO3)6·3(H2O) - 15.3.5.1 Voglit Ca2Cu(UO2)(CO3)4·6(H2O) - 15.3.6.1 Fontanit Ca[(UO2)3(CO3)2O2]·6(H2O) *15.4 Víztartalmú karbonátok - 15.4.1.1 Calkinsit-(Ce) (Ce,La)2(CO3)3·4(H2O) - 15.4.2.1 Lanthanit-(La) (La,Ce)2(CO3)3·8(H2O) - 15.4.2.2 Lanthanit-(Nd) (Nd,La)2(CO3)3·8(H2O) - 15.4.2.3 Lanthanit-(Ce) (Ce,La)2(CO3)3·8(H2O) - 15.4.3.1 Tengerit-(Y) Y2(CO3)3·2-3(H2O) - 15.4.4.1 Lokkait-(Y) CaY4(CO3)7·9(H2O) - 15.4.5.1 Kimurait-(Y) CaY2(CO3)4·6(H2O) - 15.4.6.1 Tuliokit BaNa6Th(CO3)6·6(H2O) - 15.4.7.1 Shomiokit-(Y) Na3Y(CO3)3·3(H2O) - 15.4.8.1 Adamsit-(Y) NaY(CO3)2·6(H2O) - 15.4.9.1 Galgenbergit-(Ce) Ca(REE)2(CO3)4·(H2O) - V - 16a Karbonát-hidroxilok vagy halogének - 16a.1 Bastnasit/Shynchysit/Parasit csoportok - 16a.1.1 Bastnasit alcsoport - 16a.1.1.1 Bastnasit-(Ce) Ce(CO3)F - 16a.1.1.2 Bastnasit-(La) La(CO3)F - 16a.1.1.3 Bastnasit-(Y) Y(CO3)F - 16a.1.2 Bastnasit alcsoport(Hidroxilbastnasit-sor) - 16a.1.2.1 Hidroxilbastnasit-(Ce) Ce(CO3)(OH) - 16a.1.2.2 Hidroxilbastnasit-(La) La(CO3)(OH) - 16a.1.2.3 Hidroxilbastnasit-(Nd) Nd(CO3)(OH) - 16a.1.3 Synchysit alcsoport - 16a.1.3.1 Synchysit-(Ce) CaCe(CO3)2F - 16a.1.3.2 Synchysit-(Y) CaY(CO3)2F - 16a.1.3.3 Synchysit-(Nd) CaNd(CO3)2F - 16a.1.4.1 Huanghoit-(Ce) BaCe(CO3)2F - 16a.1.5 Parisit alcsoport - 16a.1.5.1 Parisit-(Ce) Ca(Ce,La)2(CO3)3F2 - 16a.1.5.2 Parisit-(Nd) Ca(Nd,Ce,La)2(CO3)3F2 - 16a.1.6.1 Rontgenit-(Ce) Ca2(Ce,La)3(CO3)5F3 - 16a.1.7.1 Cordylit-(Ce) Ba(Ce,La)2(CO3)3F2 - 16a.1.7.2 Lukechangit-(Ce) Na3Ce2(CO3)4F - 16a.1.8.1 Zhonghuacerit-(Ce) Ba2Ce(CO3)3F - 16a.1.8.2 Kukharenkoit-(Ce) Ba2Ce(CO3)3F - 16a.1.8.3 Kukharenkoit-(La) Ba2(La,Ce)(CO3)3F - 16a.1.9.1 Cebait-(Ce) Ba3Ce2(CO3)5F2 - 16a.1.9.2 Cebait-(Nd) Ba3(Nd,Ce)2(CO3)5F2 - 16a.1.10.1 Horvathit-(Y) NaY(CO3)F2 - 16a.1.11.1 Decrespignyit-(Y) (Y,REE)4Cu(CO3)4Cl(OH)5·2(H2O) - 16a.2 (AB)3(XO3)2 karbonát-hidroxilok vagy halogének - 16a.2.1.1 Azurit Cu3(CO3)2(OH)2 - 16a.2.2.1 Hidrocerussit Pb3(CO3)2(OH)2 - 16a.2.3.1 Beyerit (Ca,Pb)Bi2(CO3)2O2 - 16a.3 (AB)2(XO3) karbonát-hidroxilok vagy halogének - 16a.3.1 Rosasitcsoport - 16a.3.1.1 Rosasit (Cu,Zn)2(CO3)(OH)2 - 16a.3.1.2 Glaukosphaerit (Cu,Ni)2(CO3)(OH)2 - 16a.3.1.3 Kolwezit (Cu,Co)2(CO3)(OH)2 - 16a.3.1.4 Zincrosasit (Zn,Cu)2(CO3)(OH)2 - 16a.3.1.5 Mcguinnessit (Mg,Cu)2(CO3)(OH)2 - 16a.3.2 Malachitcsoport - 16a.3.2.1 Malachit Cu2(CO3)(OH)2 - 16a.3.2.2 Nullaginit Ni2(CO3)(OH)2 - 16a.3.2.3 Pokrovskit Mg2(CO3)(OH)2·0.5(H2O) - 16a.3.3.1 Georgeit Cu5(CO3)3(OH)4·6(H2O) - 16a.3.4.1 Foszgenit Pb2(CO3)Cl2 - 16a.3.5.1 Bismutit Bi2(CO3)O2 - 16a.3.6.1 Brenkit Ca2(CO3)F2 - 16a.3.7.1. Kettnerit CaBi(CO3)OF - 16a.3.8.1 Dawsonit NaAl(CO3)(OH)2 - 16a.3.9.1 Northupit Na3Mg(CO3)2Cl - 16a.3.10.1 Shannonit Pb2OCO3 - 16a.3.11.1 Sheldrickit NaCa3(CO3)2F3·(H2O) - 16a.4 (AB)5(XO3)2 karbonát-hidroxilok vagy halogének - 16a.4.1.1 Hidrozinkit Zn5(CO3)2(OH)6 - 16a.4.2.1 Aurikalcit (Zn,Cu)5(CO3)2(OH)6 - 16a.5 Változó összetételu" karbonát-hidroxilok vagy halogének - 16a.5.1.1 Plumbonacrit Pb10(CO3)6O(OH)6 - 16a.5.2.1 Tunisit NaCa2Al4(CO3)4(OH)8Cl - 16a.5.3.1 Loseyit (Mn,Zn)7(CO3)2(OH)10 - 16a.5.3.2 Sclarit (Zn,Mg,Mn)4Zn3(CO3)2(OH)10 - 16a.5.4.1 Sabinait (Na,Ca)4Zr2Ti(CO3)4O4 - 16a.5.5.1 Rouvilleit Na3Ca2(CO3)3F - V - 16b Karbonát-hidroxilok vagy halogének - 16b.1 (A)m(B)n(XO3)pZq ahol (m+n):p=1:1 karbonát-hidroxilok vagy halogének - 16b.1.1 Ancilit csoport - 16b.1.1.1 Ancilit-(Ce) SrCe(CO3)2(OH)·(H2O) - 16b.1.1.2 Kalcio-ancilit-(Ce) CaCe(CO3)2(OH)·(H2O) - 16b.1.1.3 Kalcio-ancilit-(Nd) CaNd(CO3)2(OH)·(H2O) - 16b.1.1.4 Gysinit-(Nd) Pb(Nd,La)(CO3)2(OH)·(H2O) - 16b.1.1.5 Ancilit-(La) Sr(La,Ce)(CO3)2(OH)·(H2O) - 16b.1.1.6 Kozoit-(Nd) (Nd,La,Sm,Pr)(CO3)(OH) - 16b.1.1.7 Kozoit-(La) La(CO3)(OH) - 16b.1.2.1 Thorbastnasit Th(Ca,Ce)(CO3)2F2·3(H2O) - 16b.1.3.1 Indigirit Mg2Al2(CO3)4(OH)2·15(H2O) - 16b.1.4.1 Schuilingit-(Nd) PbCu(Nd,Gd,Sm,Y)(CO3)3(OH)·1.5(H2O) - 16b.1.5.1 Shabait-(Nd) Ca(Nd,Sm,Y)2(UO2)(CO3)4(OH)2·6(H2O) - 16b.1.6.1 Astrocianit-(Ce) Cu2(Ce,Nd,La)2(UO2)(CO3)5(OH)2·1.5(H2O) - 16b.1.7.1 Kamphaugit-(Y) Ca(Y,REE)(CO3)2(OH)2·3(H2O) - 16b.2 (A)m(B)n(XO3)pZq·x(H2O), ahol (m+n):p=3:2 karbonát-hidroxilok vagy halogének - 16b.2.1.1 Dundasit PbAl2(CO3)2(OH)4·(H2O) - 16b.2.1.2 Dresserit BaAl2(CO3)2(OH)4·(H2O) - 16b.2.1.3 Strontiodresserit (Sr,Ca)Al2(CO3)2(OH)4·(H2O) - 16b.2.1.4 Petterdit PbCr2(CO3)2(OH)4·H2O - 16b.2.1.5 Kochsandorit CaAl2(CO3)2(OH)4·H2O - 16b.2.2.1 Hidrodresserit BaAl2(CO3)2(OH)4·3(H2O) - 16b.2.3.1 Alumohidrokalcit CaAl2(CO3)2(OH)4·3(H2O) - 16b.2.3.2 Para-alumohidrokalcit CaAl2(CO3)2(OH)4·6(H2O) - 16b.2.4.1 Bijvoetit-(Y) (Y,REE)8(H2O)25(UO2)16O8(OH)8(CO3)16·14(H2O) - 16b.3 AmBn(XO3)pZq·x(H2O), (m+n):p = 2:1 karbonát-hidroxilok vagy halogének - 16b.3.1.1 Artinit Mg2(CO3)(OH)2·3(H2O) - 16b.3.1.2 Klórartinit Mg2(CO3)Cl(OH)·3(H2O) - 16b.3.2.1 Otwayit Ni2(CO3)(OH)2·(H2O) - 16b.3.3.1 Kamotoit-(Y) (Y,Nd,Gd)2U4(CO3)3O12·14.5(H2O) - 16b.4 (A)m(B)n(XO3)pZq·x(H2O), ahol (m+n):p=8:1 karbonát-hidroxilok vagy halogének - 16b.4.1.1 Zaratit Ni3(CO3)(OH)4·4(H2O) - 16b.4.2.1 Defernit Ca6(CO3)2-x(SiO4)x(OH)7(Cl,OH)1-2x (x=0,5) - 16b.4.2.2 Holdawayit Mn6(CO3)2(OH)7(Cl,OH) - 16b.4.3.1 Clarait (Cu,Zn)3(CO3)(OH)4·4(H2O) - 16b.4.4.1 Peterbaylissit Hg3(CO3)(OH)·2(H2O) - 16b.4.4.2 Clearcreekit Hg3(CO3)(OH)·2(H2O) - 16b.5 Változó képletu" karbonát-hidroxilok vagy halogének - 16b.5.1.1 Callaghanit Cu2Mg2(CO3)(OH)6·2(H2O) - 16b.5.2.1 Uránkalkarit Ca(UO2)3(CO3)(OH)6·3(H2O) - 16b.5.3.1 Montroyalit Sr4Al8(CO3)3(OH,F)26·10-11(H2O) - 16b.6 Karbonát-hidroxilok vagy halogének - 16b.6.1 Sjorgrenit-Hidrotalcit csoport (Sojogrenit alcsoport: hexagonális) - 16b.6.1.1 Manasseit Mg6Al2(CO3)(OH)16·4(H2O) - 16b.6.1.2 Barbertonit Mg6Cr2(CO3)(OH)16·4(H2O) - 16b.6.1.3 Sjogrenit Mg6Fe2(CO3)(OH)14·5(H2O) - 16b.6.1.4 Zaccagnaite Zn4Al2(OH)12(CO3)·3(H2O) - 16b.6.2 Sjorgrenit-Hidrotalcit csoport (Hidrotalcit alcsoport: romboéderes) - 16b.6.2.1 Hidrotalcit Mg6Al2(CO3)(OH)16·4(H2O) - 16b.6.2.2 Stichtit Mg6Cr2(CO3)(OH)16·4(H2O) - 16b.6.2.3 Piroaurit Mg6Fe2(CO3)(OH)16·4(H2O) - 16b.6.2.4 Desautelsit Mg6Mn2(CO3)(OH)16·4(H2O) - 16b.6.3 Sjorgrenit-Hidrotalcit csoport (Hidrotalcit alcsoport: romboéderes) - 16b.6.3.1 Reevesit Ni6Fe2(CO3)(OH)16·4(H2O) - 16b.6.3.2 Takovit Ni6Al2(OH)16(CO3,OH)·4(H2O) - 16b.6.3.3 Comblainit Ni6Co2(CO3)(OH)16·4(H2O) - 16b.6.4.1 Quintinit-2H Mg4Al2(OH)12CO3·4(H2O) - 16b.6.4.2 Quintinit-3T Mg4Al2(OH)12CO3·4(H2O) - 16b.6.4.3 Caresit Fe4Al2(OH)12CO3·3(H2O) - 16b.6.4.4 Charmarit-2H Mn4Al2(CO3)(OH)12·3(H2O) - 16b.6.4.5 Charmarit-3T Mn4Al2(CO3)(OH)12·3(H2O) - 16b.7 Karbonát-hidroxilok vagy halogének - 16b.7.1.1 Hidromagnezit Mg5(CO3)4(OH)2·4(H2O) - 16b.7.1.2 Widgiemoolthalit (Ni,Mg)5(CO3)4(OH)2·4-5(H2O) - 16b.7.2.1 Dypingit Mg5(CO3)4(OH)2·5(H2O) - 16b.7.2.2 Giorgiosit Mg5(CO3)4(OH)2·5(H2O) | - 16b.7.3.1 Rabbittit Ca3Mg3(UO2)2(CO3)6(OH)4·18(H2O) - 16b.7.4.1 Wyartit Ca3U(UO2)6(CO3)2(OH)18·3-5(H2O) - 16b.7.5.1 Brugnatellit Mg6Fe(CO3)(OH)13·4(H2O) - 16b.7.6.1 Coalingit Mg10Fe2(CO3)(OH)24·2(H2O) - 16b.7.7.1 Karbonát-cianotrichit Cu4Al2(CO3,SO4)(OH)12·2(H2O) - 16b.7.8.1 Scarbroit Al5(CO3)(OH)13·5(H2O) - 16b.7.9.1 Hidroscarbroit Al14(CO3)3(OH)36·n(H2O) - 16b.7.10.1 Sharpit Ca(UO2)6(CO3)5(OH)4·6(H2O) - 16b.7.11.1 Albrechtschraufit Ca4Mg(UO2)2(CO3)6F2·17(H2O) - 16b.7.12.1 Kambaldait NaNi4(CO3)3(OH)3·3(H2O) - 16b.7.13.1 Roubaultit Cu2(UO2)3(CO3)2O2(OH)2·4(H2O) - 16b.7.14.1 Znucalit CaZn11(UO2)(CO3)3(OH)20·4(H2O) - 16b.7.15.1 Szymanskiit Hg16(Ni,Mg)6(H3O)8(CO3)12·3(H2O) - V - 17 Összetett karbonátok - 17.1.1.1 Tychit Na6Mg2(CO3)4(SO4) - 17.1.1.2 Ferrotychit Na6Fe2(SO4)(CO3)4 - 17.1.1.3 Manganotychit Na6(Mn,Fe,Mg)2(SO4)(CO3)4 - 17.1.2.1 Leadhillit Pb4(SO4)(CO3)2(OH)2 - 17.1.3.1 Susannit Pb4(SO4)(CO3)2(OH)2 - 17.1.4.1 MacphersonitePb4(SO4)(CO3)2(OH)2 - 17.1.5.1 Schrockingerit NaCa3(UO2)(CO3)3(SO4)F·10(H2O) - 17.1.6.1 Nasledovit PbMn3Al4(CO3)4(SO4)O5·5(H2O) - 17.1.7.1 Motukoreait Na2Mg38Al24(CO3)13(SO4)8(OH)108·56(H2O) - 17.1.8.1 Canavesit Mg2(CO3)(HBO3)·5(H2O) - 17.1.9.1 Harkerit Ca24Mg8Al2(SiO4)8(BO3)6(CO3)10·2(H2O) - 17.1.10.1 Daqingshanit-(Ce) (Sr,Ca,Ba)3(Ce,La)(PO4)(CO3)3-x(OH,F)x - 17.1.11.1 Tundrit-(Ce) Na3(Ce,La)4(Ti,Nb)2(SiO4)2(CO3)3O4(OH)·2(H2O) - 17.1.11.2 Tundrit-(Nd) Na3(Nd,La)4(Ti,Nb)2(SiO4)2(CO3)3O4(OH)·2(H2O) - 17.1.12.1 Lepersonnit-(Gd) CaGd2(UO2)24(CO3)8(SiO4)4·48(H2O) - 17.1.13.1 Qilianshanit NaH4(CO3)(BO3)·2(H2O) - 17.1.14.1 Mineevit-(Y) Na25Ba(Y,Gd,Dy)2(HCO3)4(CO3)11(SO4)2ClF2 - 17.1.14.2 Reederit-(Y) Na15Y2(CO3)9(SO3F)Cl - 17.1.15.1 Brianyoungit Zn3(CO3,SO4)(OH)4 - V - 18 Egyszeru" nitrátok - 18.1.1.1 Nitratin NaNO3 - 18.1.2.1 Niter KNO3 - 18.1.2.2 Gwihabait (NH4,K)(NO3) - 18.2.1.1 Nitrobarit Ba(NO3)2 - 18.2.2.1 Nitrokalcit Ca(NO3)2·4(H2O) - 18.2.3.1 Nitromagnezit Mg(NO3)2·6(H2O) - V - 19 Nitrát-hidroxilok vagy halogének - 19.1.1.1 Gerhardtit Cu2(NO3)(OH)3 - 19.1.1.2 Rouait Cu2(NO3)(OH)3 - 19.1.2.1 Buttgenbachit Cu19Cl4(NO3)2(OH)32·2(H2O) - 19.1.3.1 Sveit KAl7(NO3)4Cl2(OH)16·8(H2O) - 19.1.4.1 Mbobomkulit (Ni,Cu)Al4(NO3,SO4)2(OH)12·3(H2O) - 19.1.4.2 Hidrombobomkulit (Ni,Cu)Al4(NO3,SO4)2(OH)12·14(H2O) - 19.1.5.1 Likasit Cu3(NO3)(OH)5·2(H2O) - V - 20 Összetett nitrátok - 20.1.1.1 Darapskit Na3(SO4)(NO3)·(H2O) - V - 21 Vízmentes és víztartalmú jodátok - 21.1.1.1 Lautarit Ca(IO3)2 - 21.1.2.1 Bruggenit Ca(IO3)2·(H2O) - 21.1.3.1 Bellingerit Cu3(IO3)6·2(H2O) - V - 22 Jodát-hidroxilok vagy halogének - 22.1.1.1 Salesit Cu(IO3)(OH) - 22.1.2.1 Seeligerit Pb3Cl3(IO3)O - 22.1.3.1 Schwartzembergit Pb6(IO3)2O3Cl4 - V - 23 Összetett jodátok - 23.1.1.1 Dietzeit Ca2(IO3)2(CrO4) - 23.1.2.1 Fuenzalidait K6(Na,K)4Na6Mg10(SO4)12(IO3)12·12(H2O) - 23.1.2.2 Carlosruizit K6(Na,K)4Na6Mg10(SeO4)12(IO3)12·12(H2O) - 23.1.2.3 Georgeericksenit Na6CaMg(IO3)6(CrO4)2·12(H2O) - V - 24 Vízmentes borátok - 24.1 (A)2XO4 vízmentes borátok - 24.1.1.1 Sinhalit MgAlBO4 - 24.1.2.1 Behierit (Ta,Nb)BO4 - 24.1.2.2 Schiavinatoit (Nb,Ta)BO4 - 24.2 (A)2BO2[XO3] vízmentes borátok - 24.2.1 Ludwigit csoport - 24.2.1.1 Ludwigit Mg2FeBO5 - 24.2.1.2 Vonsenit Fe2FeBO5 - 24.2.1.3 Azoproit (Mg,Fe)2(Fe,Ti,Mg)BO5 - 24.2.1.4 Bonaccordit Ni2FeBO5 - 24.2.1.5 Chestermanit Mg2(Fe,Mg,Al,Sb)BO3O2 - 24.2.1.6 Fredrikssonit Mg2(Mn,Fe)O2(BO3) - 24.2.2.1 Warwickit Mg(Ti,Fe,Al)(BO3)O - 24.2.2.2 Yuanfuliit (Mg,Fe)(Fe,Al,Mg,Ti,Fe)(BO3)O - 24.2.3.1 Hulsit (Fe,Mg)2(Fe,Sn)O2(BO3) - 24.2.3.2 Magnesiohulsit (Mg,Fe)2(Mg,Fe,Sn)O2(BO3) - 24.2.3.3 Alumino-magnesiohulsit Mg2(Al,Mg,Sn)(BO3)O2 - 24.2.4.1 Pinakiolit Mg2MnO2(BO3) - 24.2.5.1 Orthopinakiolit (Mg,Mn)2MnBO5 - 24.2.6.1 Takeuchiit Mg2MnO2(BO3) - 24.2.7.1 Blatterit (Mn,Mg)35Sb3(Mn,Fe)9(BO3)16O32 - 24.3 (A)m(B)n[XO3]p vízmentes borátok - 24.3.1.1 Sassolit - 24.3.2.1 Kotoit Mg3B2O6 - 24.3.2.2 Jimboit Mn3B2O6 - 24.3.3.1 Nordenskioldin CaSnB2O6 - 24.3.3.2 Tusionit MnSn(BO3)2 - 24.3.4.1 Peprossiit-(Ce) (Ce,La)(Al3O)2/3B4O10 - 24.3.5.1 Takedait Ca3(BO3)2 - 24.4 (A)2(X2O5) vízmentes borátok - 24.4.1.1 Suanit Mg2B2O5 - 24.4.2.1 Kurchatovit Ca(Mg,Mn,Fe)B2O5 - 24.4.3.1 Klinokurchatovit Ca(Mg,Fe,Mn)B2O5 - 24.5 Egyéb vízmentes borátok - 24.5.1.1 Metaborit HBO2 - 24.5.2.1 Kalciborit CaB2O4 - 24.5.3.1 Johachidolit CaAlB3O7 - 24.5.4.1 Diomignit Li2B4O7 - V - 25 Hidroxil-gyököt és halogéneket tartalmazó vízmentes borátok - 25.1 Hidroxil gyököt és halogéneket tartalmazó vízmentes borátok - 25.1.1.1 Hambergit Be2BO3(OH) - 25.1.2.1 Fluoborit Mg3(BO3)(F,OH)3 - 25.1.3.1 Frolovit CaB2(OH)8 - 25.1.4.1 Teepleit Na2B(OH)4Cl - 25.1.4.2 Bandylit CuB(OH)4Cl - 25.1.5.1 Vimsit CaB2O2(OH)4 - 25.1.6.1 Olshanskyit Ca2[B3O3(OH)6]OH·3(H2O) - 25.2 Hidroxil gyököt és halogéneket tartalmazó vízmentes borátok - 25.2.1.1 Sussexit MnBO2(OH) - 25.2.1.2 Szaibelyit MgBO2(OH) - 25.2.2.1 Sibirskit CaHBO3 - 25.2.3.1 Pinnoit MgB2O4·3(H2O) - 25.3 Hidroxil gyököt és halogéneket tartalmazó vízmentes borátok - 25.3.1.1 Ameghinit NaB3O3(OH)4 - 25.3.2.1 Solongoit Ca2B3O4(OH)4Cl - 25.3.3.1 Fabianit CaB3O5(OH) - 25.3.4.1 Uralborit CaB2O2(OH)4 - 25.3.5.1 Howlit Ca2B5SiO9(OH)5 - 25.4 Hidroxil gyököt és halogéneket tartalmazó vízmentes borátok - 25.4.1.1 Roweit Ca2Mn2B4O7(OH)6 - 25.4.1.2 Fedorovskit Ca2(Mg,Mn)2B4O7(OH)6 - 25.5 Hidroxil gyököt és halogéneket tartalmazó vízmentes borátok - 25.5.1.1 Priceit Ca2B5O7(OH)5·H2O - 25.6 Hidroxil gyököt és halogéneket tartalmazó vízmentes borátok - 25.6.1 Boracitcsoport (romboéderes) - 25.6.1.1 Boracit Mg3B7O13Cl - 25.6.1.2 Ericait (Fe,Mg,Mn)3B7O13Cl - 25.6.1.3 Chambersit Mn3B7O13Cl - 25.6.2 Boracitcsoport (trigonális) - 25.6.2.1 Congolit (Fe,Mg,Mn)3B7O13Cl - 25.6.2.2 Trembathit (Mg,Fe)3B7O13Cl - 25.6.3.1 Strontioborit SrB8O11(OH)4 - 25.6.4.1 Pertsevit Mg2(BO3)F - 25.7 Hidroxil gyököt és halogéneket tartalmazó vízmentes borátok - 25.7.1.1 Preobrazhenskit Mg3B11O15(OH)9 - 25.8 Hidroxil gyököt és halogéneket tartalmazó vízmentes borátok - 25.8.1.1 Jeremejevit Al6B5O15(F,OH)3 - 25.8.2.1 Rhodizit (K,Cs)Al4Be4(B,Be)12O28 - 25.8.2.2 Londonit CsAl4Be4(B,Be)12O28 - 25.8.3.1 Pseudosinhalit Mg2Al3B2O9(OH) - 25.8.4.1 Karlit (Mg,Al)6(BO3)3(OH,Cl)4 - V - 26 Hidroxil gyököt és halogéneket tartalmazó víztartalmú borátok - 26.1 Hidroxil gyököt és halogéneket tartalmazó víztartalmú borátok - 26.1.1.1 Berborit Be2(BO3)(OH,F)·(H2O) - 26.1.2.1 Wightmanit Mg5(BO3)O(OH)5·2(H2O) - 26.1.3.1 Shabynit Mg5(BO3)Cl2(OH)5·4(H2O) - 26.1.4.1 Hexahidroborit Ca[B(OH)4]2·2(H2O) - 26.1.5.1 Henmilit Ca2Cu[B(OH)4]2(OH)4 - 26.2 Hidroxil gyököt és halogéneket tartalmazó víztartalmú borátok - 26.2.1.1 Pentahidroborit CaB2O(OH)6·2(H2O) - 26.3 Hidroxil gyököt és halogéneket tartalmazó víztartalmú borátok - 26.3.1.1 Inyoit Ca2B6O6(OH)10·8(H2O) - 26.3.1.2 Inderborit CaMg[B3O3(OH)5]2·6(H2O) - 26.3.1.3 Inderit MgB3O3(OH)5·5(H2O) - 26.3.2.1 Meyerhofferit Ca2B6O6(OH)10·2(H2O) - 26.3.3.1 Kurnakovit MgB3O3(OH)5·5(H2O) - 26.3.4.1 Hidroklórborit Ca2B4O4(OH)7Cl·7(H2O) - 26.3.5.1 Colemanit Ca2B6O11·5(H2O) - 26.3.6.1 Hidroboracit CaMgB6O8(OH)6·3(H2O) - 26.3.7.1 Nifontovit Ca3B6O6(OH)12·2(H2O) - 26.4 Hidroxil gyököt és halogéneket tartalmazó víztartalmú borátok - 26.4.1.1 Borax Na2B4O5(OH)4·8(H2O) - 26.4.2.1 Tincalconit Na6[B4O5(OH)4]3·8(H2O) - 26.4.3.1 Hungchaoit MgB4O5(OH)4·7(H2O) - 26.4.4.1 Halurgit Mg2[B4O5(OH)4]2·(H2O) - 26.4.5.1 Kernit Na2B4O6(OH)2·3(H2O) - 26.5 Hidroxil gyököt és halogéneket tartalmazó víztartalmú borátok - 26.5.1.1 Sborgit NaB5O6(OH)4·3(H2O) - 26.5.2.1 Santit KB5O6(OH)4·2(H2O) - 26.5.3.1 Ammonioborit (NH4)2B10O16·5(H2O) - 26.5.4.1 Larderellit (NH4)B5O6(OH)4 - 26.5.5.1 Ezcurrit Na4B10O17·7(H2O) - 26.5.6.1 Nasinit Na2B5O8(OH)·2(H2O) - 26.5.7.1 Biringuccit Na2B5O8(OH)·(H2O) - 26.5.8.1 Gowerit CaB6O10·5(H2O) - 26.5.9.1 Veatchit Sr2B11O16(OH)5·(H2O) - 26.5.10.1 Veatchit-A Sr2B11O16(OH)5·(H2O) - 26.5.10.1a Veatchit-p Sr2B11O16(OH)5·(H2O) - 26.5.11.1 Ulexit NaCaB5O6(OH)6·5(H2O) - 26.5.12.1 Probertit NaCaB5O7(OH)4·3(H2O) - 26.5.12.2 Tuzlait NaCaB508(0H)2·3(H2O) - 26.5.13.1 Kaliborit KHMg2B12O16(OH)10·4(H2O) - 26.5.14.1 Hilgardit Ca2B5O9Cl·(H2O) - 26.5.14.2 Kurgantait CaSr[B5O9]Cl·(H2O) - 26.5.15.1 Tyretskit Ca2B5O9(OH)·(H2O) - 26.5.16.1 Volkovskit KCa4[B5O8(OH)4][B(OH)3]Cl·4(H2O) - 26.5.17.1 Pringleit Ca9B26O34(OH)24Cl4·13(H2O) - 26.5.17.2 Ruitenbergit Ca9B26O34(OH)24Cl4·13(H2O) - 26.5.17.3 Brianroulstonit Ca3[B5O6(OH)6](OH)Cl2·8(H2O) - 26.5.17.4 Penobsquisit Ca2Fe[B9O13(OH)6]Cl·4(H2O) - 26.5.17.5 Walkerit Ca16(Mg,Li,[ ])2[B13O17(OH)12]4Cl6·28(H2O) - 26.6 Hidroxil gyököt és halogéneket tartalmazó víztartalmú borátok - 26.6.1.1 Rivadavit Na6MgB24O40·22(H2O) - 26.6.2.1 Mcallisterit Mg2B12O14(OH)12·9(H2O) - 26.6.3.1 Admontit MgB6O10·7(H2O) - 26.6.4.1 Aksait MgB6O7(OH)6·2(H2O) - 26.6.5.1 Aristarainit Na2MgB12O20·8(H2O) - 26.6.6.1 Nobleit CaB6O9(OH)2·3(H2O) - 26.6.6.2 Tunellit SrB6O9(OH)2·3(H2O) - 26.6.7.1 Ginorit Ca2B14O23·8(H2O) - 26.6.7.2 Strontioginorit (Sr,Ca)2B14O23·8(H2O) - 26.7 Hidroxil gyököt és halogéneket tartalmazó víztartalmú borátok - 26.7.1.1 Korzhinskit CaB2O4·(H2O) - 26.7.1.2 Parasibirskit Ca2B2O5·(H2O) - 26.7.2.1 Chelkarit CaMgB2O4Cl2·7(H2O) - 26.7.3.1 Ekaterinit Ca2B4O7(Cl,OH)2·2(H2O) - 26.7.4.1 Satimolit KNa2Al4(B2O5)3Cl3·13(H2O) - 26.7.5.1 Tertschit Ca4B10O19·20(H2O) - 26.7.6.1 Braitschit-(Ce) (Ca,Na2)7(Ce,La)2B22O43·7(H2O) - 26.7.7.1 Wardsmithit Ca5MgB24O42·30(H2O) - 26.7.8.1 Studenitsit NaCa2[B9O14(OH)4]·2(H2O) - V - 27 Összetett borátok - 27.1.1.1 Karboborit Ca2Mg(CO3)2B2(OH)8·4(H2O) - 27.1.2.1 Gaudefroyit Ca4Mn3-x(BO3)3(CO3)(O,OH)3 - 27.1.3.1 Borcarit Ca4MgB4O6(OH)6(CO3)2 - 27.1.4.1 Sakhait Ca3Mg(BO3)2(CO3)·0.36(H2O) - 27.1.5.1 Szulfoborit Mg3B2(SO4)(OH)8(OH,F)2 - 27.1.6.1 Teruggit Ca4MgAs2B12O22(OH)12·12(H2O) - 27.1.7.1 Garrelsit-V Ba3NaSi2B7O16(OH)4 - 27.1.8.1 Iquiqueit K3Na4Mg(CrO4)B24O39(OH)·12(H2O) - 27.1.9.1 Moydit-(Y) YB(OH)4(CO3) - 27.1.10.1 Wiserit Mn4B2O5(OH,Cl)4 - 27.1.11.1 Vitimit Ca6B14O19(SO4)(OH)14·5(H2O) |

### A Strunz-féle rendszer
A Strunz-féle rendszer a karbonátok, nitrátok és borátok ásványosztályon belül 17 csoportot különít el. Ezek a következők:
- V - Nitrátok, karbonátok és borátok

| - V/A Nitrátok - V/A.01 Nitronátrit - Nitrobarit sor - V/A.01-10 Nitratin NaNO3 - V/A.01-20 Niter KNO3 - V/A.01-25 Gwihabait (NH4,K)(NO3) - V/A.01-30 Nitrobarit Ba(NO3)2 - V/A.01-35 Klórartinit Mg2(CO3)Cl(OH)•3(H2O) - V/A.02 Nitrokalcit - Nitromagnezit sor - V/A.02-20 Nitrokalcit Ca(NO3)2•4(H2O) - V/A.02-30 Nitromagnezit Mg(NO3)2•6(H2O) - V/A.03 Gerhardtit - Likasit sor - V/A.03-10 Gerhardtit Cu2(NO3)(OH)3 - V/A.03-15 Rouait Cu2(NO3)(OH)3 - V/A.03-20 Likasit Cu3(NO3)(OH)5•2(H2O) - V/A.04 Sveitsor - V/A.04-10 Sveit KAl7(NO3)4Cl2(OH)16•8(H2O) - V/B Vízmentes karbonátok [CO3]2- - V/B.01 Zabuyelit - Wegscheiderit sor - V/B.01-10 Zabuyelit Li2CO3 - V/B.01-20 Nahcolit NaHCO3 - V/B.01-30 Kalicinit KHCO3 - V/B.01-40 Teschemacherit (NH4)HCO3 - V/B.01-50 Nátrit Na2CO3 - V/B.01-60 Wegscheiderit Na5(CO3)(HCO3)3 - V/B.02 Kalcitcsoport - V/B.02-10 Vaterit CaCO3 - V/B.02-20 Kalcit CaCO3 - V/B.02-30 Magnezit MgCO3 - V/B.02-40 Sziderit FeCO3 - V/B.02-50 Rodokrozit MnCO3 - V/B.02-60 Smithsonit ZnCO3 - V/B.02-70 Sphaerokobaltit CoCO3 - V/B.02-80 Gaspeit (Ni,Mg,Fe)CO3 - V/B.02-90 Otavit CdCO3 - V/B.03 Dolomitcsoport - V/B.03-10 Dolomit CaMg(CO3)2 - V/B.03-20 Ankerit Ca(Fe,Mg,Mn)(CO3)2 - V/B.03-30 Kutnohorit Ca(Mn,Mg,Fe)(CO3)2 - V/B.03-40 Minrecordit CaZn(CO3)2 - V/B.03-50 Norsethit BaMg(CO3)2 - V/B.03-70 Huntit CaMg3(CO3)4 - V/B.03-80 Benstonit (Ba,Sr)6(Ca,Mn)6Mg(CO3)13 - V/B.04 Aragonitcsoport - V/B.04-10 Aragonit CaCO3 - V/B.04-20 Strontianit SrCO3 - V/B.04-30 Witherit BaCO3 - V/B.04-40 Cerussit PbCO3 - V/B.04-50 Alstonit BaCa(CO3)2 - V/B.04-60 Baritokalcit BaCa(CO3)2 - V/B.04-65 Olekminskit Sr(Sr,Ca,Ba)(CO3)2 - V/B.04-70 Paralstonit BaCa(CO3)2 - V/B.05 Eitelit - Shortit - Karbocernait sor - V/B.05-10 Eitelit Na2Mg(CO3)2 - V/B.05-20 Nyerereit Na2Ca(CO3)2 - V/B.05-30 Natrofairchildit Na2Ca(CO3)2 - V/B.05-40 Gregoryit (Na2,K2,Ca)CO3 - V/B.05-50 Fairchildit K2Ca(CO3)2 - V/B.05-55 Zemkorit (Na,K)2Ca(CO3)2 - V/B.05-60 Butschliit K2Ca(CO3)2 - V/B.05-70 Shortit Na2Ca2(CO3)3 - V/B.05-80 Sahamalit-(Ce) (Mg,Fe)Ce2(CO3)4 - V/B.05-90 Remondit-(Ce) Na3(Ce,La,Ca,Na,Sr)3(CO3)5 - V/B.05-92 Remondit-(La) Na3(La,Ce,Ca)3(CO3)5 - V/B.05-95 Petersenit-(Ce) (Na,Ca)4(Ce,La,Nd)2(CO3)5 - V/B.05-98 Kalcioburbankit Na3(Ca,Sr)3(CO3)5 - V/B.05-100 Burbankit (Na,Ca)3(Sr,Ba,Ce)3(CO3)5 - V/B.05-110 Khanneshit (NaCa)3(Ba,Sr,Ce,Ca)3(CO3)5 - V/B.05-120 Karbocernait (Ca,Na)(Sr,Ce,Ba)(CO3)2 - V/C Vízmentes karbonátok szokatlan anionokkal - V/C.01 Azurit - Rosasit csoport - V/C.01-10 Azurit Cu3(CO3)2(OH)2 - V/C.01-20 Malachit Cu2(CO3)(OH)2 - V/C.01-25 Georgeit Cu5(CO3)3(OH)4•6(H2O) - V/C.01-30 Pokrovskit Mg2(CO3)(OH)2•0.5(H2O) - V/C.01-40 Mcguinnessit (Mg,Cu)2(CO3)(OH)2 - V/C.01-50 Kolwezit (Cu,Co)2(CO3)(OH)2 - V/C.01-60 Glaukosphaerit (Cu,Ni)2(CO3)(OH)2 - V/C.01-70 Nullaginit Ni2(CO3)(OH)2 - V/C.01-80 Rosasit (Cu,Zn)2(CO3)(OH)2 - V/C.01-90 Cinkrosasit (Zn,Cu)2(CO3)(OH)2 - V/C.01-100 Hidrocinkit Zn5(CO3)2(OH)6 - V/C.01-105 Brianyoungit Zn3(CO3,SO4)(OH)4 - V/C.01-110 Aurichalcit (Zn,Cu)5(CO3)2(OH)6 - V/C.01-120 Loseyit (Mn,Zn)7(CO3)2(OH)10 - V/C.01-130 Sclarit (Zn,Mg,Mn)4Zn3(CO3)2(OH)10 - V/C.02 Barentsit - Tunisit sor - V/C.02-10 Barentsit Na7AlH2(CO3)4F4 - V/C.02-20 Dawsonit NaAl(CO3)(OH)2 - V/C.02-30 Tunisit NaCa2Al4(CO3)4(OH)8Cl - V/C.03 Northupit - Ferrotychit sor - V/C.03-10 Northupit Na3Mg(CO3)2Cl - V/C.03-20 Tychit Na6Mg2(CO3)4(SO4) - V/C.03-25 Manganotychit Na6(Mn,Fe,Mg)2(SO4)(CO3)4 - V/C.03-30 Ferrotychit Na6Fe2(SO4)(CO3)4 - V/C.04 Bradleyit - Crawfordit sor - V/C.04-10 Bradleyit Na3Mg(PO4)(CO3) - V/C.04-20 Sidorenkit Na3Mn(PO4)(CO3) - V/C.04-30 Bonshtedtit Na3Fe(PO4)(CO3) - V/C.04-40 Crawfordit Na3Sr(PO4)(CO3) - V/C.05 Sabinaitsor - V/C.05-10 Sabinait (Na,Ca)4Zr2Ti(CO3)4O4 - V/C.06 Brenkit - Defernit sor - V/C.06-10 Brenkit Ca2(CO3)F2 - V/C.06-20 Holdawayit Mn6(CO3)2(OH)7(Cl,OH) - V/C.06-25 Rouvilleit Na3Ca2(CO3)3F - V/C.06-27 Sheldrickit NaCa3(CO3)2F3•(H2O) - V/C.06-30 Defernit Ca6(CO3)2-x(SiO4)x(OH)7(Cl,OH)1-2x (x=0,5) - V/C.07 Bastnäsit-(Y) - Mineevit-(Y) sor - V/C.07-10 Bastnäsit-(Y) Y(CO3)F - V/C.07-20 Bastnäsit-(La) La(CO3)F - V/C.07-30 Bastnäsit-(Ce) Ce(CO3)F - V/C.07-40 Hidroxilbastnäsite-(La) La(CO3)(OH) - V/C.07-50 Hidroxilbastnäsit-(Ce) Ce(CO3)(OH) - V/C.07-60 Hidroxilbastnäsit-(Nd) Nd(CO3)(OH) - V/C.07-61 Kozoit-(Nd) (Nd,La,Sm,Pr)(CO3)(OH) - V/C.07-62 Kozoit-(La) La(CO3)(OH) - V/C.07-64 Horvathit-(Y) NaY(CO3)F2 - V/C.07-70 Parisit-(Ce) Ca(Ce,La)2(CO3)3F2 - V/C.07-80 Parisit-(Nd) Ca(Nd,Ce,La)2(CO3)3F2 - V/C.07-90 Röntgenit-(Ce) Ca2(Ce,La)3(CO3)5F3 - V/C.07-100 Synchisit-(Y) CaY(CO3)2F - V/C.07-110 Synchisit-(Ce) CaCe(CO3)2F - V/C.07-120 Synchisit-(Nd) CaNd(CO3)2F - V/C.07-130 Huanghoit-(Ce) BaCe(CO3)2F - V/C.07-140 Cebait-(Ce) Ba3Ce2(CO3)5F2 - V/C.07-150 Cebait-(Nd) Ba3(Nd,Ce)2(CO3)5F2 - V/C.07-154 Kukharenkoit-(La) Ba2(La,Ce)(CO3)3F - V/C.07-155 Kukharenkoit-(Ce) Ba2Ce(CO3)3F - V/C.07-160 Zhonghuacerit-(Ce) Ba2Ce(CO3)3F - V/C.07-170 Cordylit-(Ce) Ba(Ce,La)2(CO3)3F2 - V/C.07-175 Lukechangit-(Ce) Na3Ce2(CO3)4F - V/C.07-190 Mineevit-(Y) Na25Ba(Y,Gd,Dy)2(HCO3)4(CO3)11(SO4)2ClF2 - V/C.07-200 Reederit-(Y) Na15Y2(CO3)9(SO3F)Cl - V/C.07-210 Micheelsenit (Ca,Y)3Al[PO3OH,CO3](CO3)(OH)6•12(H2O) - V/C.08 Hidrocerussit - Barstowit sor - V/C.08-05 Shannonit Pb2OCO3 - V/C.08-10 Hidrocerussit Pb3(CO3)2(OH)2 - V/C.08-20 Plumbonacrit Pb10(CO3)6O(OH)6 - V/C.09 Foszgenit - Beyerit sor - V/C.09-10 Foszgenit Pb2(CO3)Cl2 - V/C.09-20 Bizmutit Bi2(CO3)O2 - V/C.09-30 Kettnerit CaBi(CO3)OF - V/C.09-40 Beyerit (Ca,Pb)Bi2(CO3)2O2 - V/D Víztartalmú karbonátok szokatlan anionokkal - V/D.01 Barringtonit - Ikait sor - V/D.01-10 Barringtonit MgCO3•2(H2O) - V/D.01-20 Nesquehonit Mg(HCO3)(OH)•2(H2O) - V/D.01-30 Lansfordit MgCO3•5(H2O) - V/D.01-40 Hellyerit NiCO3•6(H2O) - V/D.01-50 Monohidrokalcit CaCO3•(H2O) - V/D.01-60 Ikait CaCO3•6(H2O) - V/D.02 Thermonatrit - Kalkonatronit sor - V/D.02-10 Thermonatrit Na2CO3•(H2O) - V/D.02-20 Nátron Na2CO3•10(H2O) - V/D.02-30 Trona Na3(CO3)(HCO3)•2(H2O) - V/D.02-40 Baylissit K2Mg(CO3)2•4(H2O) - V/D.02-50 Pirssonit Na2Ca(CO3)2•2(H2O) - V/D.02-60 Gaylussit Na2Ca(CO3)2•5(H2O) - V/D.02-70 Kalkonatronit Na2Cu(CO3)2•3(H2O) - V/D.03 Calkinsit-(Ce) - Lokkait-(Y) sor - V/D.03-02 Adamsit-(Y) NaY(CO3)2•6(H2O) - V/D.03-05 Shomiokit(Y) Na3Y(CO3)3•3(H2O) - V/D.03-10 Calkinsit(Ce) (Ce,La)2(CO3)3•4(H2O) - V/D.03-20 Lanthanit(La) (La,Ce)2(CO3)3•8(H2O) - V/D.03-30 Lanthanit(Ce) (Ce,La)2(CO3)3•8(H2O) - V/D.03-40 Lanthanit-(Nd) (Nd,La)2(CO3)3•8(H2O) - V/D.03-45 Tengerit(Y) Y2(CO3)3•2-3(H2O) - V/D.03-50 Kimurait(Y) CaY2(CO3)4•6(H2O) - V/D.03-55 Galgenbergit-(Ce) Ca(REE)2(CO3)4•(H2O) - V/D.03-60 Lokkait-(Y) CaY4(CO3)7•9(H2O) - V/D.04 Donnayite-(Y) - Weloganit sor - V/D.04-05 Ewaldit (Ba,Sr)(Ca,Na,Y,Ce)(CO3)2 - V/D.04-10 Donnayit-(Y) Sr3NaCaY(CO3)6•3(H2O) - V/D.04-20 Mckelveyit-(Y) Ba3Na(Ca,U)Y(CO3)6•3(H2O) - V/D.04-25 Mckelveyit-(Nd) (Ba,Sr)(Ca,Na,Nd,REE)(CO3)2•3-10(H2O) - V/D.04-30 Weloganit Sr3Na2Zr(CO3)6•3(H2O) - V/D.05 Tuliokitsor - V/D.05-10 Tuliokit BaNa6Th(CO3)6•6(H2O) - V/E Víztartalmú karbonátok szokatlan anionokkal - V/E.01 Hidromagnezit - Brugnatellit sor - V/E.01-10 Hidromagnezit Mg5(CO3)4(OH)2•4(H2O) - V/E.01-15 Widgiemoolthalit (Ni,Mg)5(CO3)4(OH)2•4-5(H2O) - V/E.01-20 Dypingit Mg5(CO3)4(OH)2•5(H2O) - V/E.01-30 Giorgiosit Mg5(CO3)4(OH)2•5(H2O) - V/E.01-40 Artinit Mg2(CO3)(OH)2•3(H2O) - V/E.01-50 Indigirit Mg2Al2(CO3)4(OH)2•15(H2O) - V/E.01-60 Coalingit Mg10Fe2(CO3)(OH)24•2(H2O) - V/E.01-70 Brugnatellit Mg6Fe(CO3)(OH)13•4(H2O) - V/E.02 Manasseit csoport - V/E.02-05 Quintinit-2H Mg4Al2(OH)12CO3•4(H2O) - V/E.02-05* Quintinit-3T Mg4Al2(OH)12CO3•4(H2O) - V/E.02-07 Caresit Fe4Al2(OH)12CO3•3(H2O) - V/E.02-08 Charmarite-2H Mn4Al2(CO3)(OH)12•3(H2O) - V/E.02-08* Charmarit-3T Mn4Al2(CO3)(OH)12•3(H2O) - V/E.02-09 Zaccagnait Zn4Al2(OH)12(CO3)•3(H2O) - V/E.02-10 Manasseit Mg6Al2(CO3)(OH)16•4(H2O) - V/E.02-20 Klórmagaluminit (Mg,Fe)4Al2(OH)12(Cl2,CO3)•2(H2O) - V/E.02-30 Barbertonit Mg6Cr2(CO3)(OH)16•4(H2O) - V/E.02-40 Sjogrenit Mg6Fe2(CO3)(OH)14•5(H2O) - V/E.03 Hidrotalkitcsoport - V/E.03-10 Hidrotalkit Mg6Al2(CO3)(OH)16•4(H2O) - V/E.03-20 Stichtit Mg6Cr2(CO3)(OH)16•4(H2O) - V/E.03-30 Piroaurit Mg6Fe2(CO3)(OH)16•4(H2O) - V/E.03-40 Desautelsit Mg6Mn2(CO3)(OH)16•4(H2O) - V/E.03-50 Takovit Ni6Al2(OH)16(CO3,OH)•4(H2O) - V/E.03-60 Reevesit Ni6Fe2(CO3)(OH)16•4(H2O) - V/E.03-70 Comblainit Ni6Co2(CO3)(OH)16•4(H2O) - V/E.03-80 Sergeevit Ca2Mg11(CO3)9(HCO3)4(OH)4•6(H2O) - V/E.04 Scarbroit - Para-alumohidrokalcit sor - V/E.04-10 Scarbroit Al5(CO3)(OH)13•5(H2O) - V/E.04-20 Hidroscarbroit Al14(CO3)3(OH)36•n(H2O) - V/E.04-30 Alumohidrokalcit CaAl2(CO3)2(OH)4•3(H2O) - V/E.04-40 Para-alumohidrokalcit CaAl2(CO3)2(OH)4•6(H2O) - V/E.05 Otwayit - Szymanskit sor - V/E.05-10 Otwayit Ni2(CO3)(OH)2•(H2O) - V/E.05-20 Zaratit Ni3(CO3)(OH)4•4(H2O) - V/E.05-30 Kambaldait NaNi4(CO3)3(OH)3•3(H2O) - V/E.05-40 Szymanskiit Hg16(Ni,Mg)6(H3O)8(CO3)12•3(H2O) - V/E.06 Callaghanit-sor - V/E.06-10 Peterbaylissit Hg3(CO3)(OH)•2(H2O) - V/E.06-20 Clearcreekit Hg3(CO3)(OH)•2(H2O) - V/E.07 Clarait-sor - V/E.07-10 Callaghanit Cu2Mg2(CO3)(OH)6•2(H2O) - V/E.07-20 Clarait (Cu,Zn)3(CO3)(OH)4•4(H2O) - V/E.07-30 Decrespignyit (Y,REE)4Cu(CO3)4Cl(OH)5•2(H2O) - V/E.08 Strontiodresserit - Dundasit sor - V/E.08-05 Thomasclarkit (Na,Ce)(Y,REE)(HCO3)(OH)3•4(H2O) - V/E.08-10 Kamphaugit Ca(Y,REE)(CO3)2(OH)2•3(H2O) - V/E.08-20 Kalcioancilit-Ce CaCe(CO3)2(OH)•(H2O) - V/E.08-25 Kalcioancilit-Nd CaNd(CO3)2(OH)•(H2O) - V/E.08-28 Ancilit-La Sr(La,Ce)(CO3)2(OH)•(H2O) - V/E.08-30 Anclit-Ce SrCe(CO3)2(OH)•(H2O) - V/E.08-40 Gysinit-Nd Pb(Nd,La)(CO3)2(OH)•(H2O) - V/E.08-50 Strontiodresserit (Sr,Ca)Al2(CO3)2(OH)4•(H2O) - V/E.08-60 Dresserit BaAl2(CO3)2(OH)4•(H2O) - V/E.08-70 Hidrodresserit BaAl2(CO3)2(OH)4•3(H2O) - V/E.08-80 Montroyalit Sr4Al8(CO3)3(OH,F)26•10-11(H2O) - V/E.08-90 Dundasit PbAl2(CO3)2(OH)4•(H2O) - V/E.08-95 Petterdit PbCr2(CO3)2(OH)4•H2O - V/E.08-100 Barstowit Pb4(CO3)Cl6•(H2O) - V/E.09 Schuilingit-sor - V/E.09-10 Schuilingit PbCu(Nd,Gd,Sm,Y)(CO3)3(OH)•1.5(H2O) - V/E.10 Thorbastnäsit-sor - V/E.10-10 Thorbastnasit Th(Ca,Ce)(CO3)2F2•3(H2O) - V/F Uranilkarbonátok ([UO2]2+ - [CO3]2-) - V/F.01 Rutherfordin - Joliotit sor - V/F.01-10 Rutherfordin UO2(CO3) - V/F.01-15 Blatonit UO2CO3•(H2O) - V/F.01-20 Joliotit (UO2)(CO3)•n(H2O), (n=2?) - V/F.01-30 Oswaldpeetersit (UO2)2CO3(OH)2•4(H2O) - V/F.02 Grimselit - Liebigit sor - V/F.02-05 Cejkait Na4(UO2)(CO3)3 - V/F.02-10 Grimselit K3Na(UO2)(CO3)3•(H2O) - V/F.02-20 Bayleyit Mg2(UO2)(CO3)3•18(H2O) - V/F.02-30 Swartzit CaMg(UO2)(CO3)3•12(H2O) - V/F.02-40 Andersonit Na2Ca(UO2)(CO3)3•6(H2O) | - V/F.02-45 Fontanit Ca[(UO2)3(CO3)2O2]•6(H2O) - V/F.02-50 Metazellerit Ca(UO2)(CO3)2•3(H2O) - V/F.02-60 Zellerit Ca(UO2)(CO3)2•5(H2O) - V/F.02-70 Liebigit Ca2(UO2)(CO3)3•11(H2O) - V/F.03 Roubaultit - Voglit sor - V/F.03-10 Roubaultit Cu2(UO2)3(CO3)2O2(OH)2•4(H2O) - V/F.03-15 Znucalit CaZn11(UO2)(CO3)3(OH)20•4(H2O) - V/F.03-20 Voglit Ca2Cu(UO2)(CO3)4•6(H2O) - V/F.04 Uránkalkarit - Albrechtschraufit sor - V/F.04-10 Uránkalkarit Ca(UO2)3(CO3)(OH)6•3(H2O) - V/F.04-20 Sharpit Ca(UO2)6(CO3)5(OH)4•6(H2O) - V/F.04-30 Rabbittit Ca3Mg3(UO2)2(CO3)6(OH)4•18(H2O) - V/F.04-40 Albrechtschraufit Ca4Mg(UO2)2(CO3)6F2•17(H2O) - V/F.05 Wyartit-sor - V/F.05-10 Wyartit Ca3U(UO2)6(CO3)2(OH)18•3-5(H2O) - V/F.06 Astrocianit-(Ce) - Bijvoetit-(Y) sor - V/F.06-05 Astrocyanit-(Ce) Cu2(Ce,Nd,La)2(UO2)(CO3)5(OH)2•1.5(H2O) - V/F.06-10 Shabait-(Nd) Ca(Nd,Sm,Y)2(UO2)(CO3)4(OH)2•6(H2O) - V/F.06-20 Kamotoit-(Y) (Y,Nd,Gd)2U4(CO3)3O12•14.5(H2O) - V/F.06-30 Bijvoetit-(Y) (Y,REE)8(H2O)25(UO2)16O8(OH)8(CO3)16•14(H2O) - V/F.07 Widenmannit-sor - V/F.07-10 Widenmannit Pb2(UO2)(CO3)3 - V/G Szigetborátok - V/G.01 Kotoit - Jimboit sor - V/G.01-10 Kotoit Mg3B2O6 - V/G.01-20 Jimboit Mn3B2O6 - V/G.01-25 Jacquesdietrichit Cu2[BO(OH)2](OH)3 - V/G.01-30 Takedait Ca3(BO3)2 - V/G.02 Nordenskiöldin - Tusionit sor - V/G.02-10 Nordenskioldin CaSnB2O6 - V/G.02-20 Tusionit MnSn(BO3)2 - V/G.03 Warwickit - Hulsit sor - V/G.03-05 Pertsevit Mg2(BO3)F - V/G.03-10 Warwickit Mg(Ti,Fe,Al)(BO3)O - V/G.03-15 Yuanfuliit (Mg,Fe)(Fe,Al,Mg,Ti,Fe)(BO3)O - V/G.03-20 Pinakiolit Mg2MnO2(BO3) - V/G.03-25 Alumino-magnesiohulsit Mg2(Al,Mg,Sn)(BO3)O2 - V/G.03-30 Magnesiohulsit (Mg,Fe)2(Mg,Fe,Sn)O2(BO3) - V/G.03-40 Hulsit (Fe,Mg)2(Fe,Sn)O2(BO3) - V/G.04 Ludwigitcsoport - V/G.04-10 Ludwigit Mg2FeBO5 - V/G.04-20 Vonsenit Fe2FeBO5 - V/G.04-30 Azoproit (Mg,Fe)2(Fe,Ti,Mg)BO5 - V/G.04-40 Chestermanit Mg2(Fe,Mg,Al,Sb)BO3O2 - V/G.04-50 Fredrikssonit Mg2(Mn,Fe)O2(BO3) - V/G.04-60 Bonaccordit Ni2FeBO5 - V/G.04-70 Takeuchiit Mg2MnO2(BO3) - V/G.04-80 Orthopinakiolit (Mg,Mn)2MnBO5 - V/G.04-90 Blatterit (Mn,Mg)35Sb3(Mn,Fe)9(BO3)16O32 - V/G.04-100 Gaudefroyit Ca4Mn3-x(BO3)3(CO3)(O,OH)3 - V/G.05 Fluoborit - Painit sor - V/G.05-10 Fluoborit Mg3(BO3)(F,OH)3 - V/G.05-20 Karlit (Mg,Al)6(BO3)3(OH,Cl)4 - V/G.05-30 Jeremejevit Al6B5O15(F,OH)3 - V/G.05-40 Painit CaZrB[Al9O18] - V/G.06 Berborit - Qilianshanit sor - V/G.06-10 Berborit Be2(BO3)(OH,F)•(H2O) - V/G.06-20 Wightmanit Mg5(BO3)O(OH)5•2(H2O) - V/G.06-30 Shabynit Mg5(BO3)Cl2(OH)5•4(H2O) - V/G.06-40 Canavesit Mg2(CO3)(HBO3)•5(H2O) - V/G.06-50 Sakhait Ca3Mg(BO3)2(CO3)•0.36(H2O) - V/G.06-60 Qilianshanit NaH4(CO3)(BO3)•2(H2O) - V/G.07 Sinhalit - Behierit sor - V/G.07-10 Sinhalit MgAlBO4 - V/G.07-12 Pseudosinhalit Mg2Al3B2O9(OH) - V/G.07-20 Behierit (Ta,Nb)BO4 - V/G.08 Bandylit - Cahnit sor - V/G.08-10 Bandylit CuB(OH)4Cl - V/G.08-20 Teepleit Na2B(OH)4Cl - V/G.08-30 Cahnit Ca2B(AsO4)(OH)4 - V/G.09 Frolovit - Henmilit sor - V/G.09-10 Frolovit CaB2(OH)8 - V/G.09-20 Henmilit Ca2Cu[B(OH)4]2(OH)4 - V/G.10 Olshanskyit - Carboborit sor - V/G.10-10 Olshanskyit Ca2[B3O3(OH)6]OH•3(H2O) - V/G.10-20 Hexahidroborit Ca[B(OH)4]2•2(H2O) - V/G.10-30 Carboborit Ca2Mg(CO3)2B2(OH)8•4(H2O) - V/G.11 Sulfoborit - Seamanit sor - V/G.11-10 Sulfoborit Mg3B2(SO4)(OH)8(OH,F)2 - V/G.11-20 Seamanit Mn3(PO4)B(OH)6 - V/G.12 Moydit-(Y) sor - V/G.12-10 Moydit-(Y) YB(OH)4(CO3) - V/H Csoportborátok - V/H.01 Suanit - Kurchatovit sor - V/H.01-10 Suanit Mg2B2O5 - V/H.01-20 Clinokurchatovit Ca(Mg,Fe,Mn)B2O5 - V/H.01-30 Kurchatovit Ca(Mg,Mn,Fe)B2O5 - V/H.02 Szaibelyit - Sibirskit sor - V/H.02-10 Szaibelyit MgBO2(OH) - V/H.02-20 Sussexit MnBO2(OH) - V/H.02-30 Sibirskit CaHBO3 - V/H.02-35 Parasibirskit Ca2B2O5•(H2O) - V/H.03 Wiserit - Lüneburgit sor - V/H.03-10 Wiserit Mn4B2O5(OH,Cl)4 - V/H.03-20 Luneburgit Mg3B2(PO4)2(OH)6•5(H2O) - V/H.04 Pinnoit - Pentahidroborit sor - V/H.04-10 Pinnoit MgB2O4•3(H2O) - V/H.04-20 Satimolit KNa2Al4(B2O5)3Cl3•13(H2O) - V/H.04-30 Pentahidroborit CaB2O(OH)6•2(H2O) - V/H.05 Ameghinit-sor - V/H.05-10 Ameghinit NaB3O3(OH)4 - V/H.06 Kurnakovit - Solongoit sor - V/H.06-10 Kurnakovit MgB3O3(OH)5•5(H2O) - V/H.06-20 Inderit MgB3O3(OH)5•5(H2O) - V/H.06-30 Inderborit CaMg[B3O3(OH)5]2•6(H2O) - V/H.06-40 Meyerhofferit Ca2B6O6(OH)10•2(H2O) - V/H.06-50 Inyoit Ca2B6O6(OH)10•8(H2O) - V/H.06-60 Solongoit Ca2B3O4(OH)4Cl - V/H.07 Hidroklórborit-sor - V/H.07-10 Hidroklórborit Ca2B4O4(OH)7Cl•7(H2O) - V/H.08 Uralborit-sor - V/H.08-10 Uralborit CaB2O2(OH)4 - V/H.09 Nifontovit-sor - V/H.09-10 Nifontovit Ca3B6O6(OH)12•2(H2O) - V/H.10 Diomignit - Borax sor - V/H.10-10 Diomignit Li2B4O7 - V/H.10-20 Tincalconit Na6[B4O5(OH)4]3•8(H2O) - V/H.10-30 Borax Na2B4O5(OH)4•8(H2O) - V/H.11 Fedorovskit - Roweit sor - V/H.11-10 Fedorovskit Ca2(Mg,Mn)2B4O7(OH)6 - V/H.11-20 Roweit Ca2Mn2B4O7(OH)6 - V/H.12 Halurgit - Eketerinit sor - V/H.12-10 Halurgit Mg2[B4O5(OH)4]2•(H2O) - V/H.12-20 Hungchaoit MgB4O5(OH)4•7(H2O) - V/H.12-30 Wardsmithit Ca5MgB24O42•30(H2O) - V/H.12-40 Ekaterinit Ca2B4O7(Cl,OH)2•2(H2O) - V/H.13 Borkarit-sor - V/H.13-10 Borkarit Ca4MgB4O6(OH)6(CO3)2 - V/H.14 Ulexit-sor - V/H.14-10 Ulexit NaCaB5O6(OH)6•5(H2O) - V/H.15 Ammonioborit - Sborgit sor - V/H.15-10 Ammonioborit (NH4)2B10O16•5(H2O) - V/H.15-20 Santit KB5O6(OH)4•2(H2O) - V/H.15-30 Sborgit NaB5O6(OH)4•3(H2O) - V/H.16 Priceit - Tertschit sor - V/H.16-10 Priceit Ca2B5O7(OH)5•H2O - V/H.16-20 Tertschit Ca4B10O19•20(H2O) - V/H.17 Admontit - Rivadavit sor - V/H.17-10 Admontit MgB6O10•7(H2O) - V/H.17-20 Mcallisterit Mg2B12O14(OH)12•9(H2O) - V/H.17-30 Aksait MgB6O7(OH)6•2(H2O) - V/H.17-40 Rivadavit Na6MgB24O40•22(H2O) - V/H.18 Teruggit-sor - V/H.18-10 Teruggit Ca4MgAs2B12O22(OH)12•12(H2O) - V/J Láncborátok - V/J.01 Vimsit-sor - V/J.01-10 Vimsit CaB2O2(OH)4 - V/J.02 Kalciborit- Aldzhanit sor - V/J.02-10 Kalciborit CaB2O4 - V/J.02-20 Chelkarit CaMgB2O4Cl2•7(H2O) - V/J.02-30 Aldzhanit CaMgB2O4Cl•7(H2O) - V/J.03 Colemanit - Hidroboracit sor - V/J.03-10 Colemanit Ca2B6O11•5(H2O) - V/J.03-20 Hidroboracit CaMgB6O8(OH)6•3(H2O) - V/J.04 Kernit-sor - V/J.04-10 Kernit Na2B4O6(OH)2•3(H2O) - V/J.05 Larderellit - Kaliborit sor - V/J.05-10 Larderellit (NH4)B5O6(OH)4 - V/J.05-20 Ezcurrit Na4B10O17•7(H2O) - V/J.05-30 Probertit NaCaB5O7(OH)4•3(H2O) - V/J.05-40 Kaliborit KHMg2B12O16(OH)10•4(H2O) - V/J.06 Aristarainit-sor - V/J.06-10 Aristarainit Na2MgB12O20•8(H2O) - V/K Rétegborátok - V/K.01 Fabianit-sor - V/K.01-10 Fabianit CaB3O5(OH) - V/K.02 Korzhinskit-sor - V/K.02-10 Korzhinskit CaB2O4•(H2O) - V/K.03 Nasinit - Tuzlait sor - V/K.03-10 Nasinit Na2B5O8(OH)•2(H2O) - V/K.03-20 Biringuccit Na2B5O8(OH)•(H2O) - V/K.03-30 Tuzlait NaCaB508(0H)2•3(H2O) - V/K.04 Hilgardite - Heidornit sor - V/K.04-10 Hilgardit Ca2B5O9Cl•(H2O) - V/K.04-30 Tyretskit Ca2B5O9(OH)•(H2O) - V/K.04-40 Heidornit Na2Ca3B5O8(SO4)2Cl(OH)2 - V/K.05 Volkovskit - Veatchit-A sor - V/K.05-10 Volkovskit KCa4[B5O8(OH)4][B(OH)3]Cl•4(H2O) - V/K.05-20 Gowerit CaB6O10•5(H2O) - V/K.05-30 Veatchit Sr2B11O16(OH)5•(H2O) - V/K.05-40 Veatchit-p Sr2B11O16(OH)5•(H2O) - V/K.05-50 Veatchit-A Sr2B11O16(OH)5•(H2O) - V/K.06 Nobleit - Balavinskit sor - V/K.06-10 Nobleit CaB6O9(OH)2•3(H2O) - V/K.06-20 Tunellit SrB6O9(OH)2•3(H2O) - V/K.06-30 Balavinskit Sr2B6O11•4(H2O) - V/K.07 Ginorit - Strontioborit sor - V/K.07-10 Ginorit Ca2B14O23•8(H2O) - V/K.07-20 Strontioginorit (Sr,Ca)2B14O23•8(H2O) - V/K.07-30 Strontioborit SrB8O11(OH)4 - V/K.08-05 Studenitsit NaCa2[B9O14(OH)4]•2(H2O) - V/K.08-10 Preobrazhenskit Mg3B11O15(OH)9 - V/K.08-20 Vitimit Ca6B14O19(SO4)(OH)14•5(H2O) - V/K.09 Pringleit - Ruitenbergit sor - V/K.09-05 Brianroulstonit Ca3[B5O6(OH)6](OH)Cl2•8(H2O) - V/K.09-10 Pringleit Ca9B26O34(OH)24Cl4•13(H2O) - V/K.09-20 Ruitenbergit Ca9B26O34(OH)24Cl4•13(H2O) - V/K.09-25 Walkerit Ca16(Mg,Li,[ ])2[B13O17(OH)12]4Cl6•28(H2O) - V/K.09-30 Penobsquisit Ca2Fe[B9O13(OH)6]Cl•4(H2O)2 - V/K.10 Braitschit-(Ce)-sor - V/K.10-10 Braitschit-(Ce) (Ca,Na2)7(Ce,La)2B22O43•7(H2O) - V/K.11 Peprosiit-(Ce) sor - V/K.11-10 Peprossiit-(Ce) (Ce,La)(Al3O)2/3B4O10 - V/L Kagylós törésű borátok - V/L.01 Metaboritsor - V/L.01-10 Metaborit HBO2 - V/L.02 Hambergit - Rhodizit sor - V/L.02-10 Hambergit Be2BO3(OH) - V/L.02-20 Rhodizit (K,Cs)Al4Be4(B,Be)12O28 - V/L.02-30 Londonit CsAl4Be4(B,Be)12O28 - V/L.03 Johachidolit-sor - V/L.03-10 Johachidolit CaAlB3O7 - V/L.04 Boracit - Congolit sor - V/L.04-10 Boracit Mg3B7O13Cl - V/L.04-20 Ericait (Fe,Mg,Mn)3B7O13Cl - V/L.04-30 Chambersit Mn3B7O13Cl - V/L.04-35 Trembathit (Mg,Fe)3B7O13Cl - V/L.04-40 Congolit (Fe,Mg,Mn)3B7O13Cl - V/X Osztályozatalan nitrátok, karbonátok és borátok - V/X.00 Borátok - V/X.00-00 Schiavinatoit (Nb,Ta)BO4 - V/X.00-00 Kurgantait CaSr[B5O9]Cl•(H2O) - V/X.00-00 Juangodoyit Na2Cu(CO3)2 - V/X.00-00 Kochsándorit CaAl2(CO3)2(OH)4•H2O |